# Verus (usurpateur)
Pour les articles homonymes, voir Verus.
Verus, mort au printemps 219 à Tyr, est un officier et sénateur romain. Selon Dion Cassius, il prend la tête de la IIIe légion Gallica pour d'usurper le trône romain au début du règne d'Héliogabale. 
Ayant commencé comme centurion, l'ambitieux Verus réussi à devenir sénateur grâce à l'armée. Devenu officier dans les provinces orientales de l'empire romain, il commande la IIIe légion Gallica. Durant l'hiver 218, Verus est déçu du nouvel empereur Héliogabale et estime mériter le trône pour ses exploits militaires. Il se proclame empereur au début de l'année suivante. Pour cette révolte depuis Tyr, Verus est exécuté, la légion est dissoute et son nom effacé de nombreuses inscriptions. Pour punir Tyr, Héliogabale retire le droit italique et le statut de metropolis à la ville.